# 韋特河

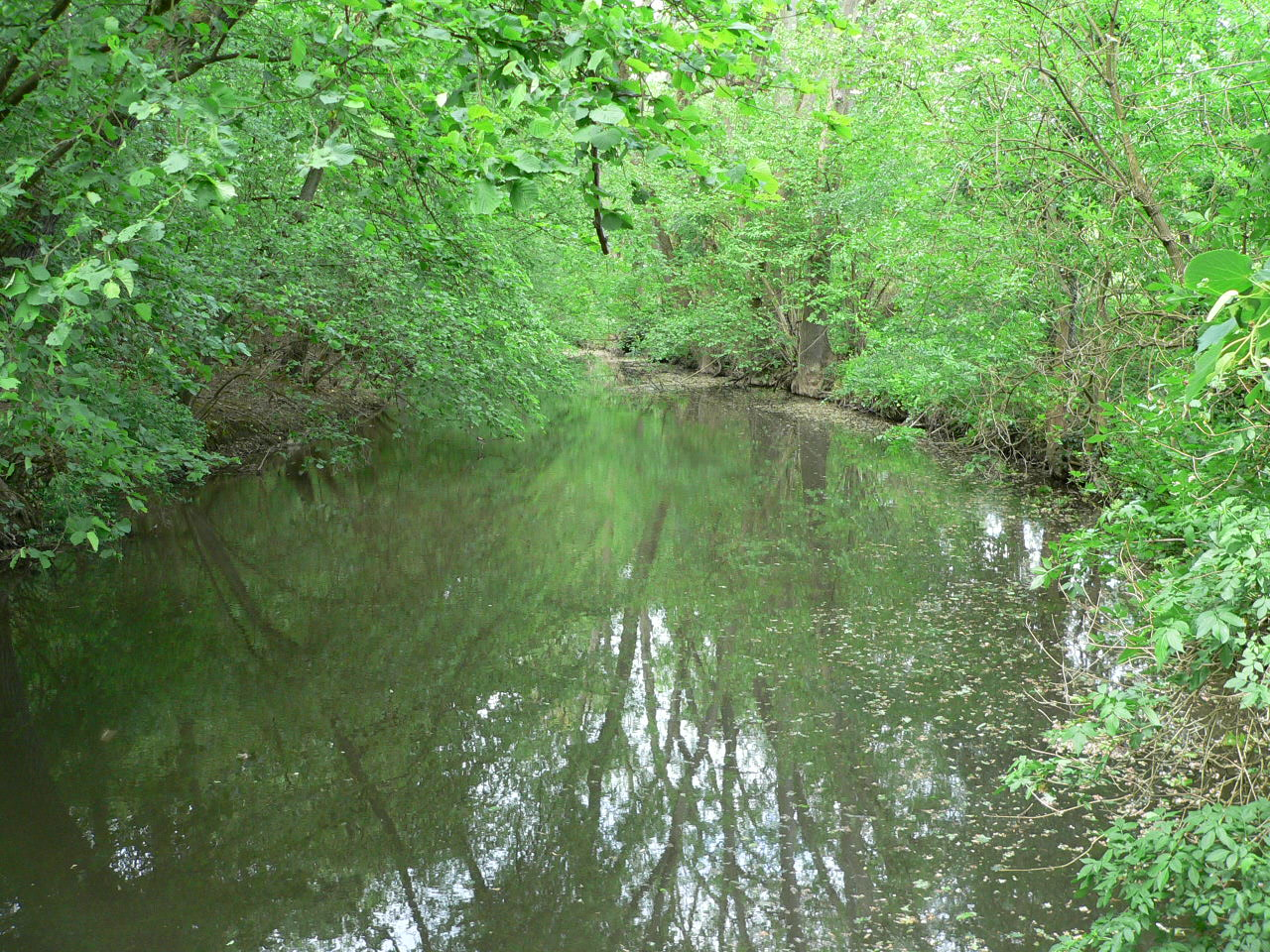

50°17′52″N 8°48′42″E / 50.29778°N 8.81167°E
韋特河（德語：Wetter，發音：[ˈvɛtɐ] ⓘ）是德國的河流，位於黑森州，屬於尼達河的右支流，河道全長69公里，流域面積517平方公里，發源自福格爾斯貝格，流經勞巴赫、利希、巴特瑙海姆和弗里德貝格，河口處在尼达塔尔。

## 外部連結
- List of German rivers (German)